# Фицджеральд, Джеймс, 10-й граф Десмонд
Джеймс Фитцджеральд, 10-й граф Десмонд (англ. James FitzGerald, 10th Earl of Desmond, умер в 1529 году, Дингл) — англо-ирландский аристократ, 10-й граф Десмонд (1520—1529).

## Биография
Представитель англо-нормандской династии Фицджеральдов. Старший сын Мориса Фицджеральда, 9-го графа Десмонда (1487—1520), и Эллен Роше, дочери Мориса Роше, барона Фермоя.
В 1520 году после смерти своего отца Джеймс Фицджеральд, 10-й граф Десмонд, унаследовал титул и владения графа Десмонда.
Он заключил союзы, направленные против короля Англии Генриха VIII Тюдора, с королем Франции Франциском I в 1523 году и императором Священной Римской империи Карлом V в 1529 году.
18 июня 1529 года Джеймс Фицджеральд, 10-й граф Десмонд, скончался в Дингле. Он был похоронен рядом со своим отцом в Трали. Ему наследовал его дядя, Томас Фицджеральд, 11-й граф Десмонд (1454—1534), правивший в 1529—1534 годах.

## Брак и дети
Джеймс Фицджеральд был женат на Эми, дочери Турлоу мак и Бриен Ара, епископа Киллало. Их дети:
- Джоан (Эми) Фицджеральд (ум. 1565)
- Хонора Фицджеральд (ум. 1577)
- Эллис Фицджеральд.